# Chevrolet SS (concept car)
Cet article concerne le concept car de 2003. Pour l'auto produite de 2013 à 2017, voir Chevrolet SS.

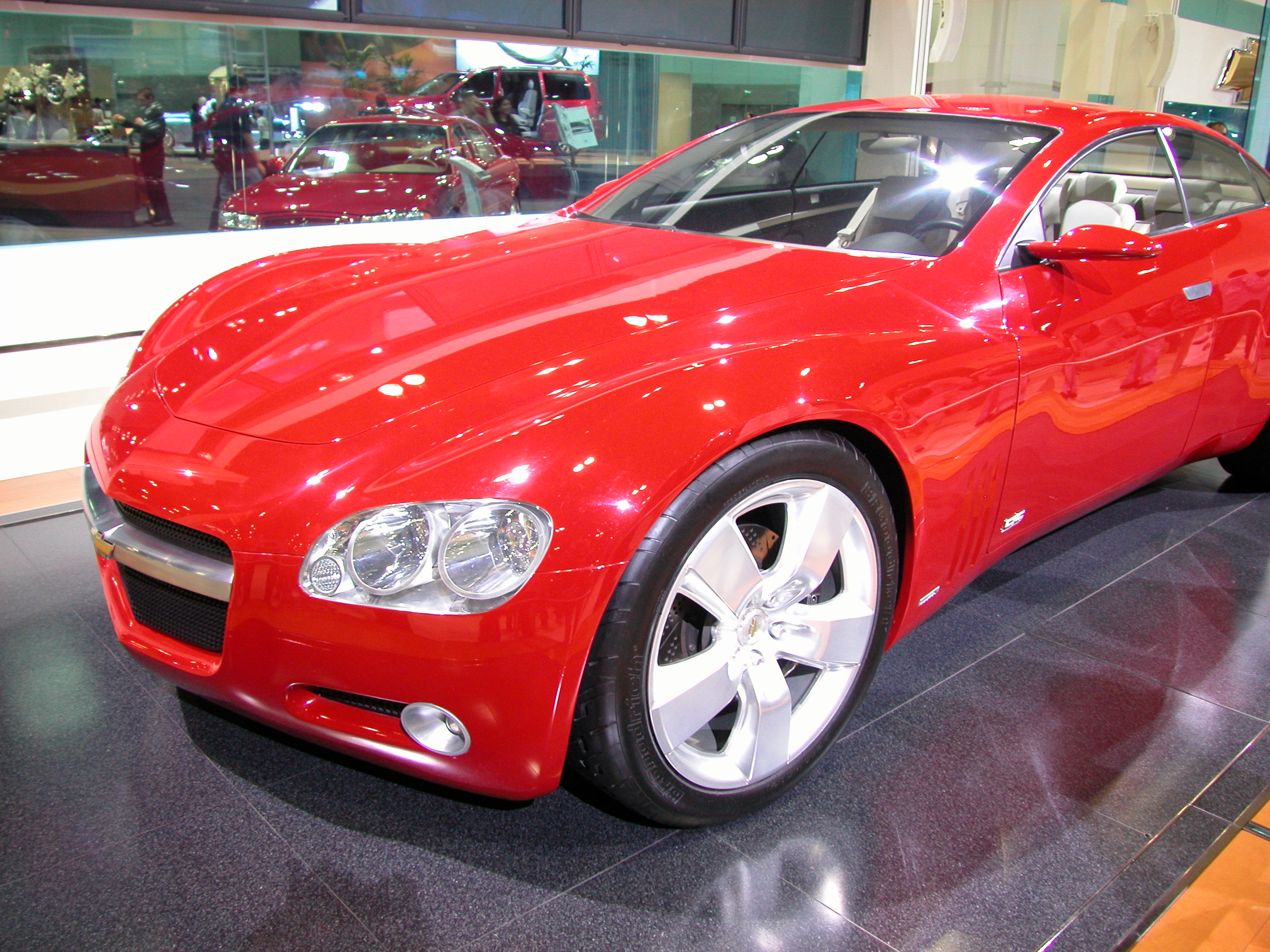
Chevrolet SS

La Chevrolet SS était un concept car conçu, étiqueté et construit par Chevrolet.
Elle a été présentée au Salon international de l'auto de l'Amérique du Nord 2003, mais n'a jamais été approuvée pour la production officielle. La SS (qui signifie Super Sport) était destinée à être une version moderne des anciens véhicules SS, tels que la Camaro et la Chevelle.

## Moteur
La SS utilisait un moteur V8 tout en aluminium de 6,0 L évalué à environ 436 ch (321 kW) et 583 N m de couple. La suspension de la SS été réglée pour la performance plutôt que pour le confort et souligné ses caractéristiques sportives. Les tuyaux d'échappement intégrés sur les pare-chocs de la SS étaient similaires à ceux des muscle cars historiques. Un moteur de 8,0 L et 862 ch (634 kW) a été installé dans la voiture à l'origine, mais il a été retiré.

## Conception
Le design de la SS est un mélange de styles et d'indices de style des voitures de sport modernes et des muscle cars. Elle comportait des sièges en vinyle et en cuir, et elle avait également des fonctions des anciennes muscle cars de Chevrolet telles que le levier de vitesses en forme de fer à cheval. Il y avait de l'électronique et des fonctions modernes telles qu'un lecteur DVD et un système audio avec radio satellite.